# 城口风毛菊
城口风毛菊（学名：Saussurea flexuosa）为菊科风毛菊属下的一个种。

## 扩展阅读
- 維基物種上的相關：城口风毛菊